# Central Intercollegiate Athletic Association
La Central Intercollegiate Athletic Association (CIAA) es una conferencia de la División II de la NCAA. Está formada por 14 universidades tradicionalmente afroestadounidenses. que compiten en 16 deportes (8 masculinos y 8 femeninos). Las universidades miembros se sitúan geográficamente en el noreste de Estados Unidos, en los estados de Carolina del Norte, Virginia, Maryland y Pensilvania.

## Historia
La CIAA, fundada en el campus del Instituto Hampton (hoy en día Universidad Hampton) en 1912 es la conferencia universitaria afroestadounidense más antigua de los Estados Unidos. Fue conocida originalmente como Colored Intercollegiate Athletic Association, y adoptó su nombre actual en diciembre de 1950.

## Miembros

### Miembros actuales
| Institución                           | Localización                       | Fundada           | Alumnos           | Apodo             | Colores           | Año de unión      |
| Northern Division                     | Northern Division                  | Northern Division | Northern Division | Northern Division | Northern Division | Northern Division |
| ------------------------------------- | ---------------------------------- | ----------------- | ----------------- | ----------------- | ----------------- | ----------------- |
| Universidad Estatal de Bowie          | Bowie, Maryland                    | 1865              | 5,561             | Bulldogs          |                   | 1979              |
| Universidad Chowan                    | Murfreesboro, Carolina del Norte   | 1848              | 1,316             | Hawks             |                   | 2009              |
| Universidad Estatal de Elizabeth City | Elizabeth City, Carolina del Norte | 1891              | 2,421             | Vikings           |                   | 1957              |
| Universidad Lincoln                   | Oxford, Pensilvania                | 1854              | 2,650             | Lions             |                   | 1912; 2008        |
| Universidad Estatal de Virginia       | Ettrick, Virginia                  | 1882              | 4,900             | Trojans           |                   | 1920              |
| Universidad Virginia Union            | Richmond, Virginia                 | 1865              | 1,700             | Panthers          |                   | 1912              |
| Southern Division                     |                                    |                   |                   |                   |                   |                   |
| Universidad Estatal de Fayetteville   | Fayetteville, Carolina del Norte   | 1867              | 5,000             | Broncos           |                   | 1954              |
| Universidad Johnson C. Smith          | Charlotte, Carolina del Norte      | 1867              | 1,500             | Golden Bulls      |                   | 1926              |
| Livingstone College                   | Salisbury, Carolina del Norte      | 1879              | 1,200             | Blue Bears        |                   | 1931              |
| Universidad St. Augustine's           | Raleigh, Carolina del Norte        | 1867              | 1,500             | Falcons           |                   | 1933              |
| Universidad Shaw                      | Raleigh, Carolina del Norte        | 1865              | 2,800             | Bears             |                   | 1912              |
| Universidad Estatal Winston-Salem     | Winston-Salem, Carolina del Norte  | 1892              | 6,000             | Rams              |                   | 1945; 2010        |

- Chowan dejó la CIAA en 2019 para unirse a Conference Carolinas, pero sigue siendo miembro de la CIAA en el fútbol americano y bowling.

#### Sin equipo de fútbol americano
| Institución         | Localización                 | Fundada | Alumnos | Apodo    | Colores | Año de unión |
| ------------------- | ---------------------------- | ------- | ------- | -------- | ------- | ------------ |
| Universidad Claflin | Orangeburg, Carolina del Sur | 1869    | 1,978   | Panthers |         | 2018         |

### Antiguos miembros
| Institución                                   | Localización                     | Fundada | Apodo          | Año de unión | Año de abandono | Conferencia actual   |
| --------------------------------------------- | -------------------------------- | ------- | -------------- | ------------ | --------------- | -------------------- |
| Bluefield State College                       | Bluefield, Virginia Occidental   | 1895    | Big Blues      | 1932         | 1955            | Independiente        |
| Universidad Chowan                            | Murfreesboro, Carolina del Norte | 1848    | Hawks          | 2009         | 2019            | Conference Carolinas |
| Universidad Estatal de Delaware               | Dover, Delaware                  | 1891    | Hornets        | 1945         | 1970            | MEAC (NCAA D-I)      |
| Universidad Hampton                           | Hampton, Virginia                | 1868    | Pirates        | 1912         | 1995            | CAA (NCAA D-I)       |
| Universidad Howard                            | Washington D. C.                 | 1867    | Bison          | 1912         | 1970            | MEAC (NCAA D-I)      |
| Universidad de Maryland Eastern Shore         | Princess Anne, Maryland          | 1886    | Hawks          | 1954         | 1970            | MEAC (NCAA D-I)      |
| Universidad Estatal Morgan                    | Baltimore, Maryland              | 1867    | Bears          | 1929         | 1970            | MEAC (NCAA D-I)      |
| Universidad Estatal Norfolk                   | Norfolk, Virginia                | 1935    | Spartans       | 1962         | 1996            | MEAC (NCAA D-I)      |
| Universidad Estatal de Carolina del Norte A&T | Greensboro, Carolina del Norte   | 1891    | Aggies         | 1924         | 1970            | CAA (NCAA D-I)       |
| Universidad Central de Carolina del Norte     | Durham, Carolina del Norte       | 1910    | Eagles         | 1928; 1980   | 1970; 2007      | MEAC (NCAA D-I)      |
| Saint Paul's College                          | Lawrenceville, Virginia          | 1888    | Tigers         | 1923         | 2011            | Cerrada en 2013      |
| Universidad de Virginia de Lynchburg          | Lynchburg, Virginia              | 1886    | Dragons        | 1921         | 1954            | USCAA                |
| Universidad Estatal de Virginia Occidental    | Institute, Virginia Occidental   | 1891    | Yellow Jackets | 1942         | 1955            | Mountain East        |